# Franz von Juraschek

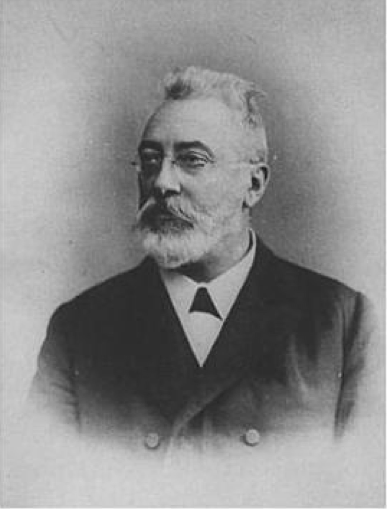
Franz von Juraschek.

Franz Ritter von Juraschek, född 25 februari 1849 i Arad (i nuvarande Rumänien), död 7 februari 1910 i Wien, var en österrikisk statistiker och nationalekonom. Han var morfar till Friedrich von Hayek.
Juraschek blev filosofie doktor vid universitetet i Graz 1872, juris doktor där 1873. Han undervisade vid nämnda universitet från 1875 i statsrätt och från 1880 i statistik. År 1881 blev han extra ordinarie professor i statistik och statsrätt i Czernowitz och 1883 i Innsbruck, där han 1885 erhöll ordinarie professur. År 1887 anställdes han som "regeringsråd" vid, och 1905 som president för statistiska centralkommissionen i Wien och tog som sådan, liksom i egenskap av sekreterare och extra ledamot av kommissionen, framstående del i arbetet på Österrikes förvaltningsstatistik. Vid sidan av denna verksamhet föreläste han vid universitetet i Wien i statistik och statsrätt. 
Juraschek, som från 1888 var medlem av International Statistical Institute och från 1894 hedersledamot av Royal Statistical Society, verkade starkt för enhetlighet i olika länders statistiska uppgifter. Han författade Personal- und Realunion (1878), fortsatte från 1884 årligen Otto Hübners Statistische Tafel aller Länder och skrev ett stort antal artiklar av skiftande innehåll i '"Handwörterbuch der Staatswissenschaft" samt i "Statistische Monatschrift" och andra tidskrifter. Efter Franz Xaver von Neumann-Spallarts död utgav han även 1890-1905 dennes Übersichten der Weltwirtschaft. I avhandlingen Die neuzeitliche Entwicklung der volkswirtschaftlichen Verhältnisse in Dänemark mit internationalen Ausblicken (i "Allgemeines statistisches Archiv", III, 1894) gav han en mycket ljus bild av Danmarks ekonomiska utveckling.